# 卡比多之家

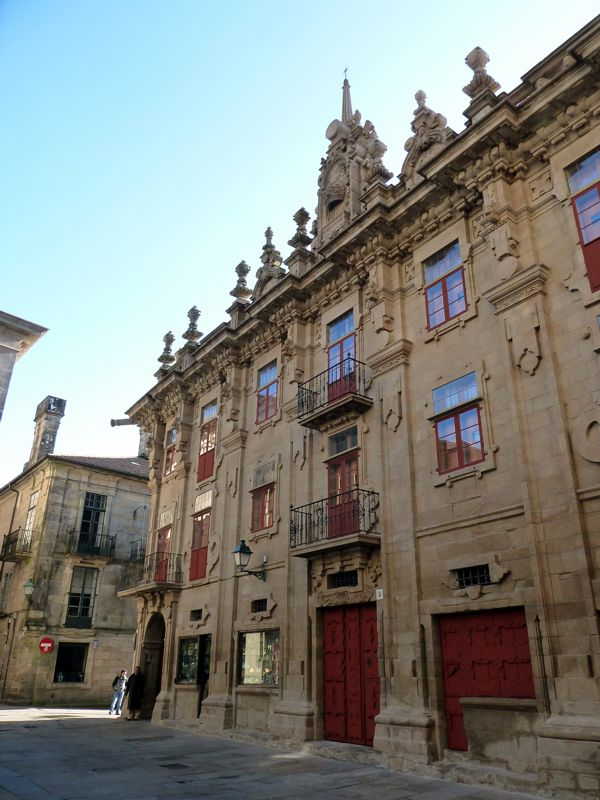

卡比多之家（Casa do Cabido）是位於西班牙加利西亞首府聖地亞哥-德孔波斯特拉的一座歷史建築。該建築竣工於1758年，是一座巴洛克風格的建築。該建築最初是大教堂議會的所在地，但在19世紀中期成為私人財產。